# Piero Bianconi
Piero Bianconi (Minusio, 1º giugno 1899 – Minusio, 5 giugno 1984) è stato un docente, scrittore e storico dell'arte svizzero-italiano.

## Biografia
Figlio di Alessandro Bianconi e di Margherita, nata Rusconi, era nato a Minusio ma la famiglia era originaria di Mergoscia. Era fratello di Giovanni Bianconi ed era sposato con Cecilia Lombardi.
Dopo un apprendistato commerciale, ottenne la patente di maestro (1927) e iniziò a frequentare l'università di Friburgo. 
Dal 1932 al 1934 soggiornò a Firenze e Roma, dove lavorò alla tesi e seguì corsi di storia dell'arte di Pietro Toesca. Qui fece amicizia con scrittori, poeti e critici soprattutto di area cattolica e tra quelli che ruotavano intorno alla rivista Il Frontespizio (Bargellini, Betocchi, Bo, Don De Luca) dai quali sviluppò un gusto per il frammento e la prosa stilisticamente elegante. 
Rientrato in Svizzera, completò i suoi studi in letteratura italiana all'Università di Friburgo con una tesi su Giovanni Pascoli nel 1935. In Svizzera, fu lettore di italiano all'Università di Berna dal 1935 al 1936. Ha poi insegnato francese e storia dell'arte alla scuola di formazione per insegnanti di Locarno e al Liceo di Lugano.
Bianconi ha iniziato la sua attività letteraria con Ritagli, una raccolta di brevi testi che rivelano immediatamente un forte gusto per l'eleganza formale e per la parola cordiale. Questo fu seguito da Croci e rascane, una prima tappa significativa all'interno della prosa di Bianconi: l'interesse per l'umanità del villaggio è notevole, così come la scoperta del carattere barocco del Canton Ticino.
Ha tradotto Balzac, Baudelaire, Samuel Butler, Diderot, Flaubert, Johann Wolfgang von Goethe, Charles-Ferdinand Ramuz, Rousseau, Stendhal e Voltaire, tra gli altri, e prodotto saggi su Francesco Borromini, Hieronymus Bosch, Pieter Bruegel, Antonio da Correggio, Matthias Grünewald, Lorenzo Lotto, Piero della Francesca e Félix Vallotton.

## Opere
- Ticino Arte, in Enciclopedia italiana, Istituto dell'Enciclopedia Italiana, Roma 1938, 820-822;
- Arte in Leventina, (con Arminio Janner, Istituto Editoriale Ticinese, Bellinzona 1939;
- Arte in Blenio. Guida della Valle, S.A. Grassi & Co., Bellinzona-Lugano 1944;
- Bellinzona e le Valli superiori del Ticino, La Baconnière, Neuchâtel 1948;
- Inventario delle cose d'Arte e di Antichità. I. Le Tre Valli Superiori. Leventina. Blenio. Riviera, S.A. Grassi & Co., Bellinzona 1948;
- Bartolomeo e Bernardino, in «Svizzera Italiana», 101, 1953, 9-20;
- Il polittico Torriani e la nostra «emigrazione» artistica, in «Svizzera Italiana», 103, 1953, 1-13;
- Sospetti bramantineschi, in «Svizzera Italiana», 104, 1954, 12-14;
- Bramantino, Fabbri, Milano 1965;
- La Pietà alla Madonna del Sasso. Locarno, in «Cooperazione», 13, 29 marzo 1969, 3;
- Albero genealogico, Pantarei, Lugano 1969;
- Occhi sul Ticino, con foto di Alberto Flammer, Tipografia Stazione SA - Locarno, 1972;
- Diario (1948-1949), in Renato Martinoni, Sabina Geiser Foglia (a cura di), Antologia di scritti, Armando Dadò Editore, Locarno 2001, 319-324;
- I ponti rotti di Locarno. Saggio sul Cinquecento, in «L'esilio dei protestanti Locarnesi», 227-258, Armando Dadò Editore, Locarno 2005, ISBN 88-8281-170-0